# Turn On, Tune In, Drop Out (álbum)
Turn On, Tune In, Drop Out é um álbum de 1967 creditado a Timothy Leary, criado para acompanhar o documentário de mesmo nome. Contém meditação narrada misturada com rock psicodélico de forma livre.

## Música
De acordo com o BrooklynVegan: "Assim como o lançamento anterior, é uma palavra falada, mas com uma assombrosa esparsa música de guitarra e tabla. Ao contrário da narração direta e franca do disco anterior, este soa como se as vozes fossem transmitidas de algum lugar da estratosfera."

## Recepção e legado
BrooklynVegan disse: "Chamar isso de uma obra singular não lhe faz justiça. Embora estranha, sua influência óbvia na cultura da época não pode ser exagerada. Então, puxe uma cadeira, ligue o som, sintonize e experimente, se tiver coragem."

## Lista de faixas
Lado A
1. "The Turn On" - 2:23
2. "The Tune In" - 3:34
3. "The Beginning of the Voyage (Heart Chakra)" - 4:01
4. "Root Chakra" - 2:05
5. "All Girls Are Yours" - 4:37
6. "Freak-Out" - 0:29

Lado B
1. "Freak-Out (Continued)" - 3:53
2. "Genetic Memory" - 6:43
3. "Re-Entry (Nirvana)" - 3:10
4. "Epilogue (Turn On, Tune In, Drop Out)" - 2:52